# Helictopleurus semicupreus
Helictopleurus semicupreus är en skalbaggsart som beskrevs av Lebis 1960. Helictopleurus semicupreus ingår i släktet Helictopleurus och familjen bladhorningar. Inga underarter finns listade i Catalogue of Life.